# رویال ایرلاینز
رویال ایرلاینز (به انگلیسی: Royal Airlines) یک شرکت هواپیمایی با کد یاتا R0 است که در تاریخ ۱۹۹۸ میلادی تأسیس شده است. دفتر مرکزی رویال ایرلاینز در کراچی، پاکستان واقع شده‌است و قطب این شرکت هواپیمایی در فرودگاه بین‌المللی جناح قرار دارد.